# Men at Work (serie de televisión)
Men at Work es una serie de televisión de comedia estadounidense que se emite por TBS. La serie fue creada por Breckin Meyer y protagonizada por Danny Masterson, Michael Cassidy, Adam Busch, James Lesure y Meredith Hagner. La serie se estrenó el 24 de mayo de 2012. El 11 de mayo de 2014 la TBS anunció que cancelarían la serie luego de 3 temporadas.

## Argumento
La serie sigue a Milo (Danny Masterson), un hombre que recientemente terminó su relación con su novia, Lisa, y trata de volver a entrar en el mundo de las citas con la ayuda de sus tres mejores amigos / compañeros de trabajo, Tyler, Gibbs, y Neal (Michael Cassidy, James Lesure, Adam Busch), este último amigo es el único que tiene una novia, Amy (Meredith Hagner). Juntos, los cuatro amigos se ayudan mutuamente a navegar a través de las relaciones, la amistad y trabajar juntos en la misma revista, "Full Steam". El grupo de amigos suele reunirse en el restaurante o en el lugar de trabajo.

## Personajes

### Principales
- Danny Masterson como Milo Foster.
- James Lesure como Gibbs.
- Michael Cassidy como Tyler Mitchell.
- Adam Busch como Neal Bradford.
- Meredith Hagner como Amy Jordan (temporadas 1-2, recurrente temporada 3).

### Secundarios
- J. K. Simmons como P.J. Jordan, propietario de la revista a "Full Steam" y el padre de Amy.
- Joel David Moore como Doug, editor jefe de la revista "Full Steam" durante la temporada 1.
- Stephanie Lemelin como Rachel, La exnovia de Tyler que una vez tuvo un trío con Gibbs.
- Amy Smart como Lisa, primer exnovia de Milo.
- Peri Gilpin como Alex, editor jefe de la revista "Full Steam" durante la temporada 2.
- Sarah Wright como Molly, segunda exnovia de Milo.
- David Krumholtz como Myron, editor jefe de la revista "Full Steam" durante la temporada 3.

## Episodios
| Temporada | Temporada | Episodios | Emitido originalmente | Emitido originalmente |
| Temporada | Temporada | Episodios | Estreno de temporada  | Final de temporada    |
| --------- | --------- | --------- | --------------------- | --------------------- |
|           | 1         | 10        | 24 de mayo de 2012    | 12 de julio de 2012   |
|           | 2         | 10        | 4 de abril de 2013    | 6 de junio de 2013    |
|           | 3         | 10        | 15 de enero del 2014  | 12 de marzo de 2014   |